# المحكمة العليا الإسبانية
المحكمة العليا الإسبانية هي أعلى سلطة قضائية في إسبانيا، يشمل اختصاصها سماع الإجراءات القانونية ضد كبار المسؤولين في الدولة والقضايا الخاصة بتشريع الأحزاب السياسية، بالإضافة إلى اختصاصها الاستئنافي على جميع القضايا. كما تتمتع المحكمة بسلطة المراجعة القضائية، على الرغم من وجود محكمة دستورية، إلا أن سلطة المحكمة العليا تقتصر على القواعد ذات المرتبة الأدنى في القانون والقواعد التي أقرتها الإدارات الوطنية.
أنشئت المحكمة بموجب البند الخامس من دستور عام 1812 وتخضع حاليًا للبند السادس من دستور عام 1978، وفقا للقانون الأساسي بشأن القضاء لعام 1985، تتألف المحكمة من رئيس المحكمة العليا والمجلس العام للقضاء ونائب رئيس المحكمة العليا ورؤساء الدوائر وعدد غير محدد من القضاة.
يتم تعيين كل قاضٍ في المحكمة العليا من قبل المجلس العام للقضاء ويتم تعيينه من قِبل الملك لمدة تصل إلى 70 عامًا، pde يتعين عليه التقاعد ما لم يطلب القاضي تمديدًا لمدة عامين.
تجتمع المحكمة في دير رويال سالاساس في مدريد. ويُعهد أمن مباني المحكمة العليا وموظفيها إلى المكتب الخاص للمحكمة العليا، وهي وحدة تابعة لفيلق الشرطة الوطنية.

## الاختصاص

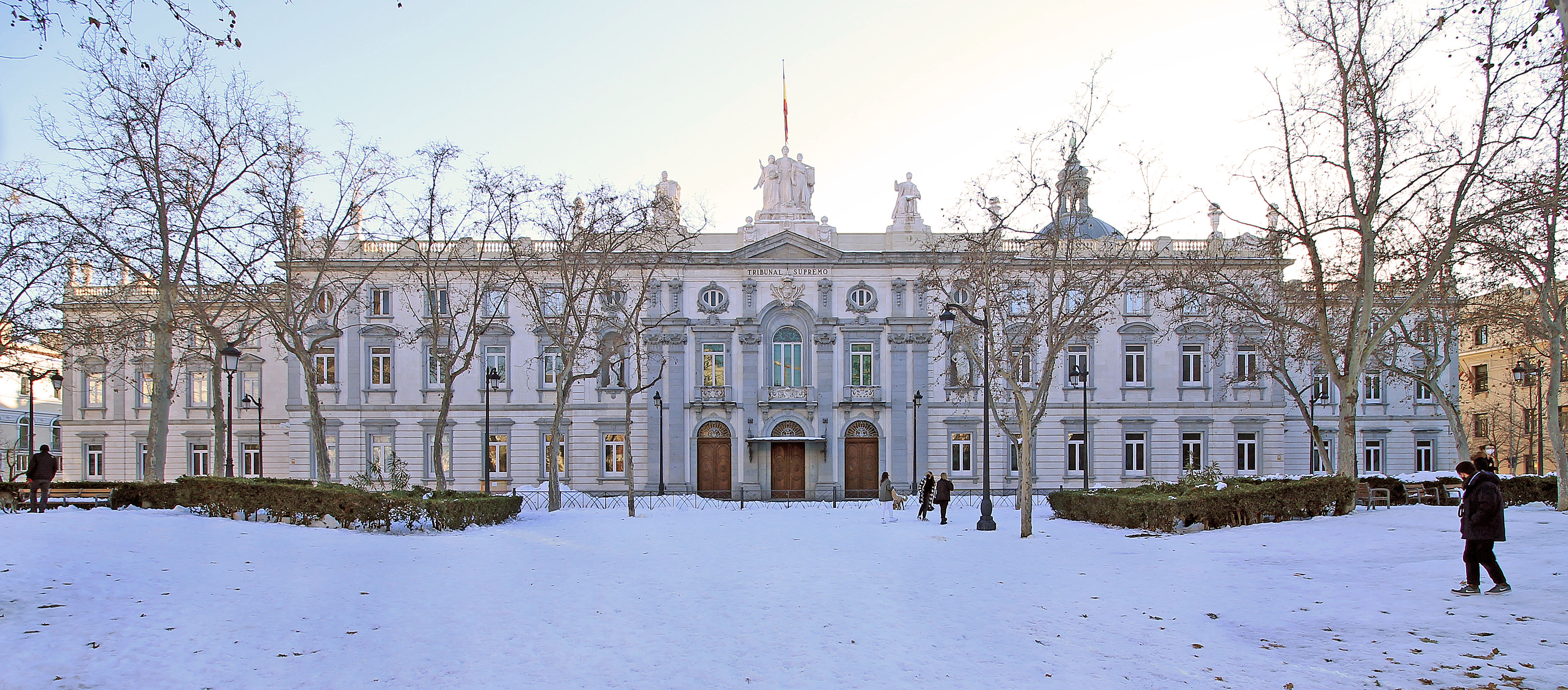
مقر محكمة العدل العليا الإسبانية في مدريد عاصمة إسبانيا

تعتبر المحكمة العليا في إسبانية محكمة الطعن النهائي في جميع القضايا والمسائل القانونية.
يمكن للمحكمة أن تمارس اختصاصها القضائي الأصلي في المسائل ذات الأهمية الكبرى، ولكنها غالبا ما تؤدي مهامها كمحكمة استئناف قادرة على التحقيق في المخالفات الإجرائية الناشئة عن الإجراءات المتخة من قبل المحاكم الوطنية أو الإقليمية. حيث يجوز لها أن تأمر بالاستئناف العادي وغير العادي ضد قرارات المحاكم الأدنى درجة وفقاً لأحكام القانون الإسباني.
تناط بالمحكمة مسؤولية معالجة الشكاوى الجسيمة المتعلقة بارتكاب مخالفات ضد شخصيات بارزة مثل وزراء الحكومة وممثلي أعضاء مجلس الشيوخ وأعضاء مختلف البرلمانات الإقليمية وكبار القضاة، بمن فيهم رئيس المحكمة الدستورية وقضاتها (والتي تعتبر أعلى محكمة في البلاد). كما تعالج الطلبات الرسمية المقدمة من المدعي العام لحظر الأحزاب السياسية،
في الغالب، لا يوجد سبيل للاستئناف ضد قرارات المحكمة العليا رغم أنه في المسائل الجنائية، يجوز للملك ممارسة صلاحيات العفو الملكي لإبطال الأحكام التي تفرضها أو تصدق عليها المحكمة العليا، ولكن دستوريًا، يتم حل هذه الطعون من قبل مجلس الوزراء بعد أن تكتسب صيغتها الرسمية من قبل الملك باعتباره رئيسا للدولة.
يجوز للمحكمة الدستورية إسقاط قرارات المحكمة العليا، بصورة استثنائية، إذا كان هناك انتهاك لحقوق وحريات المواطنين المنصوص عليها في الدستور الأسباني لعام 1978 أو بقرارات صادرة عن المحكمة الأوروبية لحقوق الإنسان باعتبار إسبانيا أحد المنخرطين في الاتفاقية.

## التأليف
لم يحدد دستور 1812 أو الدستور الإسباني الحالي عدد القضاة. وبموجب قانون محكمة العدل العليا لعام 1814 تم إنشاء محكمة عليا تتألف من 16 «مستشارا» موزعين على ثلاث غرف قضائية. في عام 1864، تم تقسيم المحكمة إلى مجلسين وعدد قضاة يصل إلى 25 قاضيا.
في عام 1868، تم إنشاء الغرفة الثالثة لمعرفة القضايا المتخصصة بالإدارات العامة (القانون الإداري). في عام 1870، زاد عدد القضاة مرة أخرى إلى 33 موزّعين على أربع غرف وهما غرفة القضايا المدنية، غرفتي القضايا الجنائية وغرفة القضايا الإدارية. فيما تم نقل الاختصاص الإداري إلى مجلس الدولة بين عامي 1875 و1904.
في عام 1931، قسمت الجمهورية المحكمة إلى ست غرف وهي : غرفة القانون المدني، غرفة القانون الجنائي، غرفتين للقانون الإداري، غرفة القانون العمالي وغرفة القانون العسكري، كما بلغ عدد القضاة 40 قاضيا.
في الفترة الديمقراطية الحالية، تنقسم المحكمة إلى خمس غرف ولا يحدد الدستور أو قانون القضاء الأساسي عدد القضاة. وفقًا لبيانات عام 2017، كانت المحكمة مؤلفة من 79 قاضيًا.